# Poemenesperus zebra
Poemenesperus zebra es una especie de escarabajo longicornio del género Poemenesperus, tribu Tragocephalini, subfamilia Lamiinae. Fue descrita científicamente por Fiedler en 1939.
Se distribuye por Liberia. Mide aproximadamente 19,5 milímetros de longitud.